# Bruno Grusnick
Bruno Grusnick (* 18. Oktober 1900 in Spandau; † 4. August 1992) war ein deutscher Musikwissenschaftler und Kirchenmusiker.

## Leben
Grusnick stammte aus Berlin und hatte bereits als Jugendlicher und Student die musikalischen Bestrebungen der Jugendbewegung kennengelernt. Von 1919 bis 1925 studierte er neben Musik und Musikwissenschaften auch Germanistik, Anglistik und Sport. Im Bereich der Musik und Musikwissenschaft zählten Hermann Kretzschmar, Max Friedlaender, Johannes Wolf, Curt Sachs, Georg Schünemann und Wilibald Gurlitt zu seinen Lehrern. 
Zum 1. April 1928 kam er als Studienrat nach Lübeck an die Ernestinenschule. Hier gründete er bereits am 4. Mai 1928 den von der Jugendmusikbewegung geprägten Lübecker Sing- und Spielkreis zur gemeinsamen Freizeitgestaltung durch Sport, Wandern und gemeinsames Musizieren. Doch schon im Gründungsjahr gab es auch öffentliche Auftritte: so beim Volkstanzfest in den Wallanlagen und am 21. Oktober ein erstes Geistliches Konzert. Bald lernte er den ebenfalls im Jahr 1928 berufenen Pastor der Jakobikirche Axel Werner Kühl kennen, 1930 wurde er Kantor an St. Jakobi, diese Stelle sollte er bis 1972 bekleiden. Bereits im nächsten Jahr lernte er Hugo Distler kennen, der 1931 auf Vermittlung von Günther Ramin die Organistenstelle an der Kirche antrat. In einer engen Zusammenarbeit führte Grusnick zahlreiche von Distlers Chorwerken auf und verhalf ihm so mit Auftritten auf Musikfesten und Musiktagen in ganz Deutschland und Europa, besonders bei den Kasseler Musiktagen 1935, zu einem Durchbruch. Im Februar 1931 führten Kühl, Distler und Grusnick die damals neue Gottesdienstform der Musikalischen Vesper in St. Jakobi ein, die bald zu einer festen Tradition wurde. Schwerpunkte in Grusnicks Chorarbeit stellen neben der Moderne Distlers vor allem die Barockkomponisten Heinrich Schütz, Johann Sebastian Bach und bald auch Buxtehude dar. Schon ab 1931 unternahm Grusnick mehrere Studienreisen nach Uppsala, wo er in der Düben-Sammlung der dortigen Universitätsbibliothek, an deren Erforschung und Aufarbeitung er in den kommenden Jahrzehnten maßgeblich beteiligt sein sollte, Quellenforschung an den Vokalwerken Buxtehudes unternahm. In der Folge veröffentlichte er elf Chorkantaten und eine Solokantate Buxtehudes im Bärenreiter-Verlag, sowie geistliche Konzerte von Christoph Bernhard, die in der Sammlung überliefert waren. Er zählte damit zu den bedeutendsten Herausgebern der Vokalwerke Buxtehudes.
Zum 1. Mai 1933 war er der NSDAP beigetreten (Mitgliedsnummer 2.813.570).
Nach Kriegsdienst und Gefangenschaft von 1939 bis 1946 kam er nach Lübeck zurück. 1948 wurde er zum Kirchenmusikdirektor ernannt. 1949 begründete er die Tradition, Bachs Matthäuspassion in St. Jakobi von drei verschiedenen Emporen aus zu musizieren. Im Jahr 1952 hatte er die Gesamtleitung des 29. Deutschen Bachfestes der Neuen Bachgesellschaft, das in Lübeck stattfand. Im gleichen Jahr holte er das Hugo-Distler-Archiv nach Lübeck. Er unternahm 1986 seine letzte Reise nach Uppsala und gab noch im Jahr 1990 ein druckfähiges Exemplar der Buxtehude-Kantate Nun danket alle Gott heraus.

## Ehrungen
- Ehrendoktor der Universität Uppsala (1966)
- Buxtehude-Preis der Hansestadt Lübeck (1969), mit Walter Kraft
- Bundesverdienstkreuz am Bande (24. November 1970)[3]

## Werke
- (Hrsg.) Weihnachtsnachtigall. Deutsche Weihnachtslieder für Schule und Haus. Lübeck: Westphal 1928
- Eine Buxtehude-Fahrt nach Upsala in: Der Wagen 1932, S. 88–93
- Dietrich Buxtehude: Leben u. Werke, Bärenreiter Kassel 1937
- Hugo Distler, Lübeck 1982
- Hugo Distler und Hermann Grabner, erweiterter Sonderdruck aus Musica (1964), 18. Jg., H. 2
- Wie Hugo Distler Jakobiorganist in Lübeck wurde, Sonderdruck aus Musik und Kirche (1958), 28. Jg., H. 3
- Alec Hyatt King / Bruno Grusnick (Übers.): Mozart im Spiegel der Geschichte: 1756–1956. Eine kritische u. bibliographische Studie, Bärenreiter Kassel 1956
- 29. Deutsches Bachfest der Neuen Bachgesellschaft vom 5.–8. September 1952 in Lübeck – Bach-Fest-Buch, Neue Bachgesellschaft Kassel 1952
- Die Dübensammlung. Ein Versuch ihrer chronologischen Ordnung, in: Svensk tidskrift för musikforskning, xlviii (1966), 70